# آرون الستون
آرون الستون (انگلیسی: Aaron Allston؛ ۸ دسامبر ۱۹۶۰ – ۲۷ فوریهٔ ۲۰۱۴) یک کارگردان اهل ایالات متحده آمریکا بود.